# Megalaspis cordyla
Megalaspis cordyla es una especie de peces de la familia Carangidae en el orden de los Perciformes.

## Morfología
Los machos pueden llegar alcanzar los 80 cm de longitud total y los 4 kg de peso.

## Alimentación
Come peces.

## Distribución geográfica
Se encuentra desde las  costas del África Oriental hasta el Japón y Australia.